# Bernardino Palaj
Fra Bernardino Palaj nato come Zef Palaj (Shllak, 2 ottobre 1894 – Bishkaz, 2 dicembre 1946) è stato un poeta, scrittore e presbitero albanese.

## Biografia
Bernardino Palaj nacque a Shllak, un villaggio di montagna vicino a Scutari, il 2 ottobre 1894, da un'umile famiglia.
La sua carriera di studi incluse la frequentazione di una scuola elementare religiosa a Scutari, del liceo diretto dai frati a Innsbruck in Austria, e dell'università statale di lettere di Graz.
Il 15 settembre 1911 entrò nell'Ordine francescano, con il nome di fra Bernardino. Fu ordinato sacerdote nell'agosto 1918, poi ritornò in patria per insegnare albanese, greco e latino al liceo dei frati a Scutari, aperto anche a studenti musulmani.
A partire dal 1933 iniziò la sua attività letteraria: sei raccolte di rapsodie cicliche popolari provenienti dagli abitanti delle montagne albanesi, e tre sulle leggi, gli usi e i costumi dei montanari albanesi, le cui fonti erano i racconti orali della gente, le tradizioni, i canti, le dottrine, le usanze ricevuti in mesi e mesi di viaggi a piedi.
Grande esperto delle letterature classiche e moderne, soprattutto di quella tedesca, proseguì l'attività del suo maestro Gjergj Fishta, e solamente la sua prematura e tragica morte privò la letteratura albanese di altre opere di alto valore umano e culturale.
Soggiornando come parroco in sperdute località di montagna del Nord Albania, rimase affascinato dalla bellezza delle rapsodie cantate dai suonatori di lahuta; le raccolse e le pubblicò nel 1923 sulla rivista Astro del mattino (Hylli i Dritës) di Scutari.
Questi tesori di poesia popolare fino ad allora poco conosciuti furono apprezzati in tutti gli ambienti letterari e lo stesso Fishta le prese come modello in alcuni suoi poemi.
Le sue liriche, intense e delicate nello stesso tempo, scritte in lingua montanara caratterizzata da tumultuosi sentimenti, da concetti sociali e politici originali ed efficaci, unita ad una passione per lo stile di Gabriele D'Annunzio, manifestarono una nota innovativa, coraggiosa, forte, nella poesia albanese.
Una delle sue opere più riuscite risultò la lunga ballata dedicata a san Giorgio, cavaliere della Primavera.
Palaj ci ha lasciato frammenti di un poema storico in cui esaltò le gesta degli Illiri, progenitori degli Albanesi.
Anche la prosa di Palaj, sintatticamente complessa e intrisa di una segreta musicalità di sincera derivazione autoctona, si caratterizzò per l'energia espressiva.
In collaborazione con padre Donat Kurti pubblicò, nel 1937, Tesori della nazione, una vasta collezione di poeti popolari albanesi. Era anche un appassionato della musica sia come cantante lirico sia come musicista di pianoforte, e si mise in evidenza nei commenti musicali ai lavori di Fishta.
Si impegnò politicamente, e per questo motivo subì numerosi arresti già durante il regno di Zog I di Albania. Alla fuga del re, negli anni della seconda guerra mondiale, Bernardino Palaj sostenne i nazionalisti albanesi.
Nel 1946 si trovava a Rrubik, come superiore del convento e parroco. Approfittando della sua popolarità e autorevolezza, le autorità comuniste tentarono di instaurare con lui un rapporto amichevole, ma lui non accettò l'ideologia politica comunista e preferì ritirarsi in una parrocchia sulle montagne, anche per proseguire i suoi lavori letterari.
Con uno stratagemma Bernardino Palaj fu arrestato e portato a Scutari, dove venne imprigionato, torturato e si ammalò di tetano.
Bernardino Palaj morì il 2 dicembre 1946.
Fu beatificato il 5 novembre 2016, sulla piazza della cattedrale di Santo Stefano a Scutari; a presiedere la cerimonia, in qualità di delegato del papa, il cardinale Angelo Amato.

## Opere
- Le canzoni e le leggende di Kreshnik (Kangë kreshnikësh dhe legenda, 1937);
- Doka era a Dukagjin (Doke e kanu ne Dukagjin, 1942);
- Diocesi di Pultit (Dioqezi i Pultit, 1943);
- Miti, credenze e leggende (Mite, besime e legenda, 1943).